# Strobilanthes helictus
Strobilanthes helictus är en akantusväxtart som beskrevs av T. Anders.. Strobilanthes helictus ingår i släktet Strobilanthes och familjen akantusväxter. Inga underarter finns listade i Catalogue of Life.